# SV Preußen 1912 Bad Warmbrunn
SV Preußen 1912 Bad Warmbrunn was een Duitse voetbalclub uit Bad Warmbrunn, dat thans onder de Poolse naam Cieplice Śląskie-Zdrój een stadsdeel van Jelenia Góra is, voorheen Hirschberg.

## Geschiedenis
De club werd in 1912 opgericht als Warmbrunner FC. In 1912/13 speelde de club in de Opper-Lausitzse competitie, een van de hoogste reeksen van de Zuidoost-Duitse voetbalbond. De club speelde slechts twee wedstrijden en verloor die allebei. Door de Eerste Wereldoorlog lagen de activiteiten enkele jaren stil. Vanaf 1920 speelde de club opnieuw in de competitie onder de naam SC Preußen 1912 Bad Warmbrunn en nam als kampioen van de Gau Hirschberg deel aan de eindronde om de titel met STC Görlitz en Saganer SV, maar verloor alle vier de wedstrijden. Het volgende seizoen bestond de competitie nog maar uit één reeks en nu verloor de club alle acht de wedstrijden. Ook in 1922/23 verloor de club alle wedstrijden en moest nu een play-off spelen tegen VfB Sorau om het behoud voor het volgende seizoen te verzekeren. Echter verloor de club met 11-0 en degradeerde.
In 1924 nam de club de naam SV Preußen 1912 Bad warmbrunn aan. Na het seizoen 1925 werden de clubs uit de regio Hirschberg overgeheveld naar de nieuwe Berglandse competitie en de club werd zo opnieuw in de hoogste klasse ingedeeld. De tegenstand was nu beduidend minder zwaar en de club kon enkele wedstrijden winnen en eindigde vierde op zes clubs. Het volgende seizoen verloor de club echter alle zes wedstrijden van de heenronde en trok zich daarna terug uit de competitie. Twee jaar later werd de club kampioen in de tweede klasse, maar nam niet deel aan de promotie/degradatie play-off.  In 1932 nam club nog deel aan de eindronde om de titel, maar trok zich na één wedstrijd terug. In 1933 werd de club nog tweede in zijn groep.
Na dit seizoen werd de competitie grondig geherstructureerd. De Zuidoost-Duitse bond werd opgeheven en er kwam één grote competitie voor deze bond, de Gauliga Schlesien. Geen enkele club uit Bergland plaatste zich hiervoor en de clubs werden ingedeeld in de Bezirksliga Mittelschlesien. Voor de clubs die in de 1. Klasse speelden was er ook geen plaats in de Bezirksliga en de club zakte dus nog verder weg. Van 1935 tot 1937 plaatste de club zich drie keer op rij voor de eindronde om te promoveren, maar kon deze niet afdwingen. Verdere resultaten zijn niet meer bekend.
Na het einde van de oorlog werd Bad Warmbrunn Pools, alle Duitse inwoners werden verjaagd en de voetbalclub werd opgeheven.